# Chiesa di San Pietro (Verbania)
La chiesa di San Pietro è una chiesa cattolica situata a Trobaso, frazione del comune piemontese di Verbania, in provincia del Verbano-Cusio-Ossola e diocesi di Novara; ha dignità di chiesa parrocchiale e fa parte dell'unità pastorale di Verbania.

## Storia

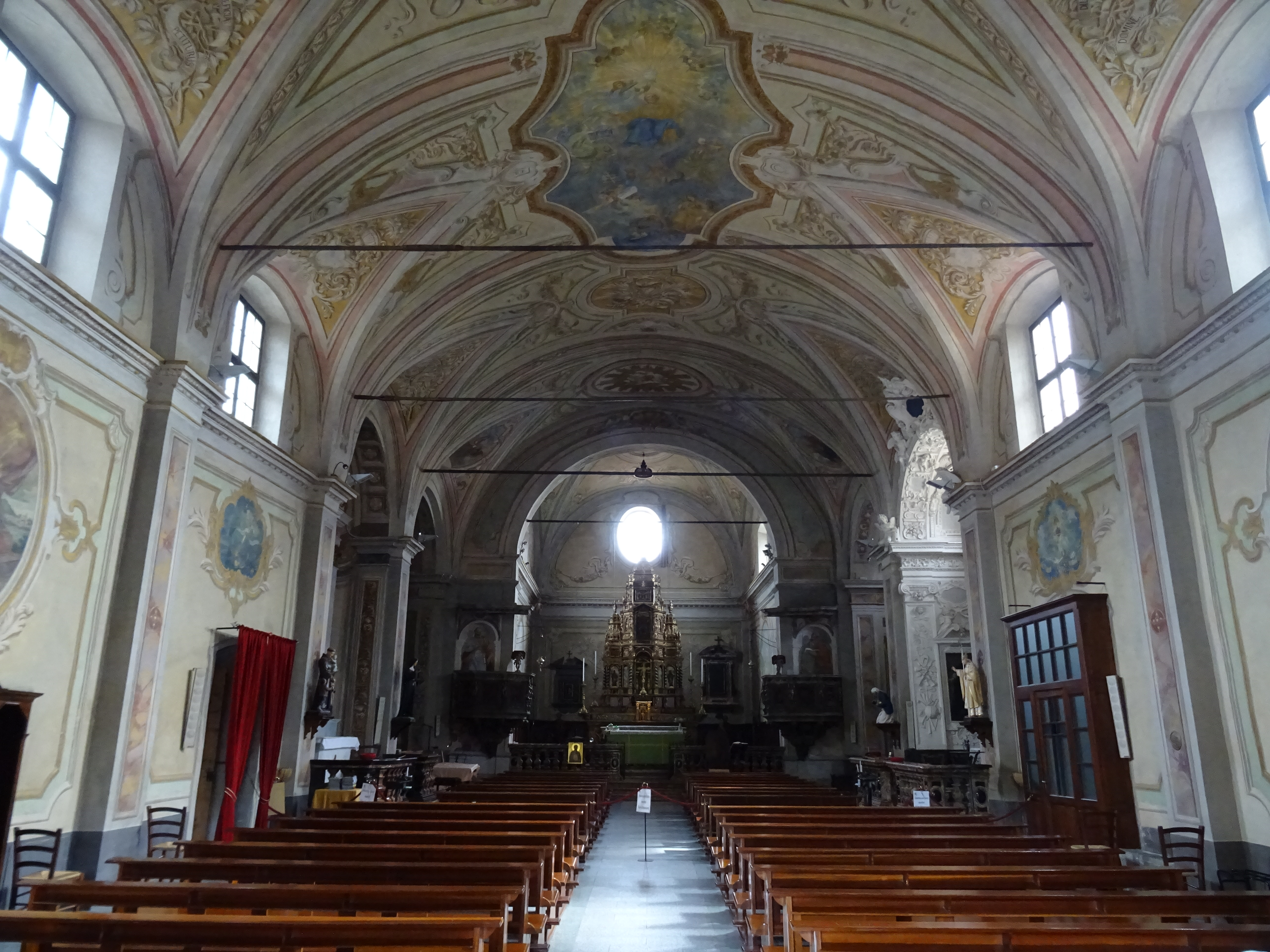
Interno

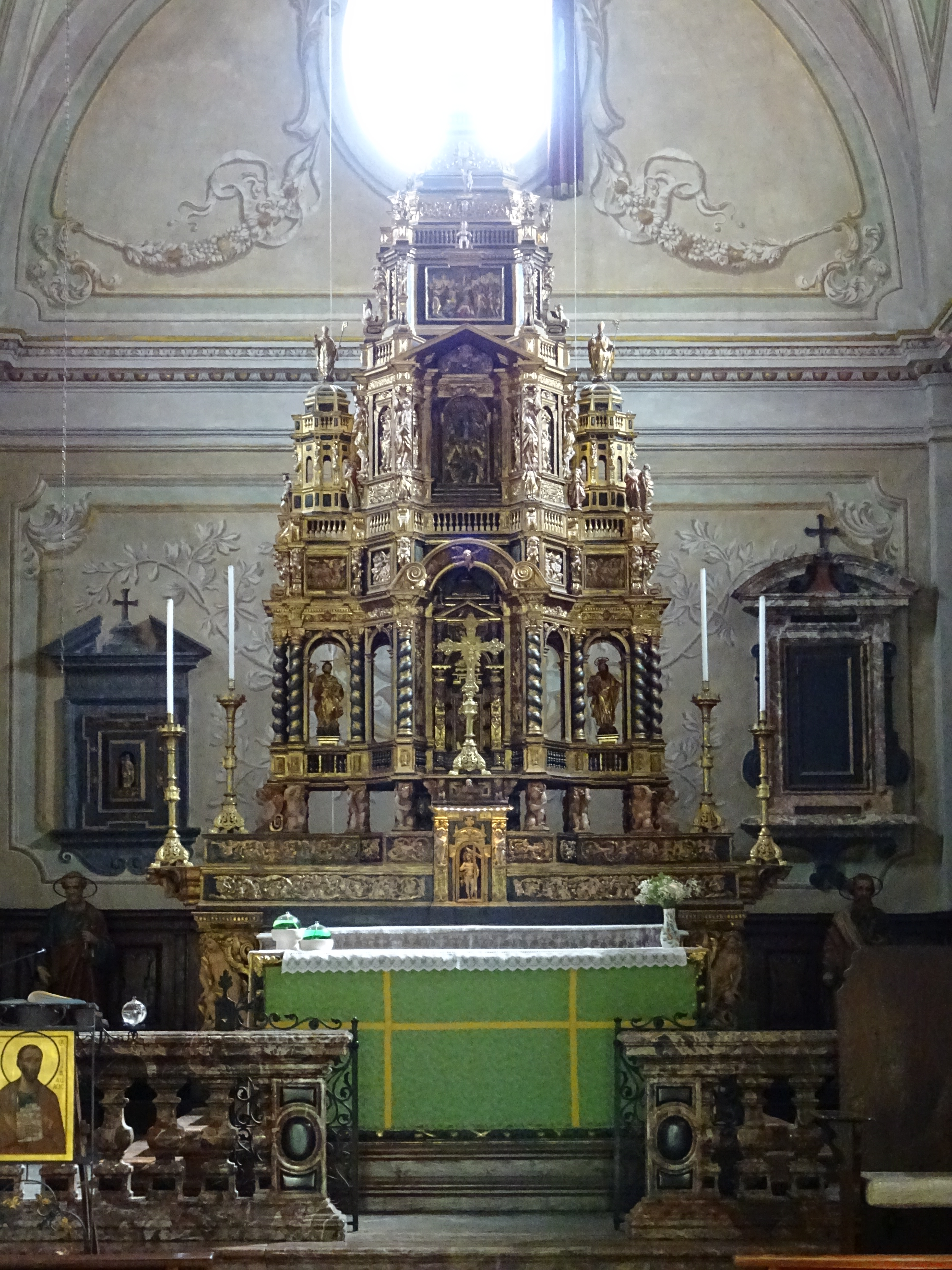
Altare maggiore

La chiesa viene menzionata per la prima volta nel 1031 in una pergamena che attesta la cessione di un'area adiacente all'edificio alla pieve di Intra da parte di due proprietari terrieri della zona. L'inizio della costruzione viene collocato prima dell'XI secolo. Inizialmente l'edificio era di piccole dimensioni ed era dotato di una sola navata con orientamento da est a ovest seguita da un'abside semicircolare. Successivamente l'edificio fu soggetto ad un ampliamento verso ovest e fu dotato di una seconda navata sul lato nord.
La successiva fase di costruzione dell'edificio fu interessata da un intero rifacimento della chiesa con un ulteriore ampliamento a ovest, dove fu costruito un porticato di cui oggi si possono riconoscere le fondamenta. Al suo posto venne quindi eretta la cappella del battistero, mentre sul lato orientale fu costruito un presbiterio a pianta rettangolare. Nel XVI secolo vi fu un ampliamento verso sud, seguito da interventi che portarono la chiesa al suo aspetto odierno, ovvero a navata unica con cappelle laterali, dotata di presbiterio rettangolare e della navata settentrionale più piccola e separata da un muro e un portico, quest'ultimo costruito nel 1718.

## Architettura
I materiali impiegati sono difformi: la muratura della navata settentrionale è fatta di materiale irregolare in lastre litiche e ciottoli sbozzati, mentre il cantonale ovest è composto da blocchi quadrati. L'unico elemento decorativo presente è dato da trenta archetti pensili posti lungo il lato nord. La parete occidentale della navata settentrionale corrisponde alla vecchia facciata, caratterizzata da una tessitura omogenea e dotata dell'unica monofora dell'edificio.
Il battistero, ad opera di Bartolomeo Tiberino, è articolato su tre piani divisi da balaustrine. Gli spigoli della base ottagonale possiedono come ornamenti degli angeli cariatidi, mentre quelli dell'ottagono superiore possiedono delle semplici testine angeliche. Sulla porta inferiore vi è un bassorilievo raffigurante il battesimo di Gesù, mentre su quella superiore ve n'è uno che ritrae le decollazione di Giovanni Battista. Dello stesso artista è l'altare maggiore, caratterizzato da un ripiano con bassorilievi mostranti la vita della Madonna e di Gesù. Il lato posteriore dell'altare possiede la porticina per il tabernacolo con una pisside per il basamento che raffigura il sudario della Veronica.
I pulpiti, ad opera di Antonio Pino, sono collocati all'inizio del presbiterio e sono dedicati ai santi Pietro e Paolo e contengono cinque pannelli ciascuno con scene significative delle loro vite, come l'incontro di Pietro con Gesù o la folgorazione sulla via per Damasco di Paolo.